# Äli Äliev
Äli Hanalyūly Äliev (in kazako Әли Ханалыұлы Әлиев?; in russo Али Ханалиевич Алиев?, Ali Chanalievič Aliev; Almaty, 27 ottobre 1980) è un ex calciatore kazako, commissario tecnico della nazionale kazaka.

## Palmarès

### Giocatore

#### Competizioni nazionali
- Campionato kazako: 1

Qaýrat: 2004
- Coppa del Kazakistan: 3

Qaýrat: 1999-2000, 2001, 2003

### Allenatore

#### Competizioni nazionali
- Campionato kazako di seconda divisione: 1

Qızıljar: 2019